# Sixte Estko
Sixte Estko (ou Sixte d'Estko), né le 4 mars 1776 à Siechnowice, dans le palatinat de Brest-Litovsk et mort le octobre 1813 à la bataille de Leipzig, est un militaire polonais au service de la Révolution française et du Premier Empire. Il atteint le grade de général de brigade au sein de l'armée française.

## Carrière
Lieutenant dans le corps royal du génie au moment du troisième partage de la Pologne, il s'engage dans la légion polonaise en Italie. Il y fait les campagnes de 1799 à 1807 en Italie du Nord et en Calabre. Transféré à la Légion polonaise et italienne du royaume de Westphalie, il commande en 1811 le 4e régiment de la légion de la Vistule, alors incorporé dans l'armée du Nord en Espagne.
Le 18 juin 1813, il est nommé à la tête du régiment de la Vistule, formé des restes des quatre régiments de la Légion de la Vistule. Passé général de brigade le 11 juillet 1813, il commande la 1re brigade de la 5e division du 2e corps aux batailles de Dresde, bataille de Kulm et de Leipzig où il est tué.

## Distinctions
Alors colonel, il est fait officier de la Légion d'honneur le 2 mars 1811.

## Sources
- Thierry Pouliquen, « Les généraux français et étrangers ayant servis [sic] dans la Grande Armée » (consulté le 21 octobre 2013)